# Pinetop-Lakeside, Arizona
Pinetop-Lakeside je gradić u američkoj saveznoj državi Arizona. Prema popisu stanovništva iz 2010. u njemu je živjelo 4,282 stanovnika.